# Scotochroides antennatus
Scotochroides antennatus is een keversoort uit de familie zwamspartelkevers (Melandryidae). De wetenschappelijke naam van de soort werd in 1939 gepubliceerd door Mank.